# Sideritis macrostachys
Sideritis macrostachys là một loài thực vật có hoa trong họ Hoa môi. Loài này được Poir. miêu tả khoa học đầu tiên năm 1811.